# Nix Creek Bridge
Pour les articles homonymes, voir Nix.
 (janvier 2022).
Le Nix Creek Bridge est un pont routier américain situé à Texarkana, dans le comté de Miller, dans l'Arkansas. Construit entre 1939 et 1940, ce pont à poutres permet le franchissement de la Nix Creek par l'U.S. Route 71. Il est inscrit au Registre national des lieux historiques depuis le 4 janvier 2022.